# داروين باتشيكو
داروين باتشيكو (بالإسبانية: Darwin Pacheco)‏ (24 يوليو 1976 في هندوراس - ) هو مدرب كرة قدم ولاعب كرة قدم هندوراسي في مركز الدفاع. شارك مع منتخب هندوراس لكرة القدم. أما مع النوادي، فقد لعب مع نادي ماراثون وComayagua F.C. ‏ وDeportivo Xinabajul ‏ وDeportes Savio F.C. ‏.

## وصلات خارجية
- داروين باتشيكو على موقع قاعدة بيانات كرة القدم.إي يو (الإنجليزية)
- داروين باتشيكو على موقع ناشيونال فوتبول تيمز (الإنجليزية)